# Formação Caiuá
A Formação Caiuá é uma unidade litoestratigráfica do Grupo Bauru, situada na porção ocidental da Bacia de Bauru, no centro-sul do Brasil, abrangendo principalmente os estados de São Paulo, Paraná e Mato Grosso do Sul. Datada do Cretáceo Inferior ao início do Cretáceo Superior, é considerada uma das unidades mais antigas da bacia. Caracteriza-se por arenitos finos a médios, avermelhados, bem selecionados e localmente conglomeráticos, com estruturas sedimentares como estratificação cruzada, interpretadas como registros de deposição em ambientes eólicos, particularmente dunas desérticas. A espessura da unidade pode alcançar até 400 metros em algumas regiões, onde se apoia de forma discordante sobre os basaltos da Formação Serra Geral, evidenciando uma transição entre atividades vulcânicas do Grupo São Bento e a sedimentação continental posterior. A Formação Caiuá é importante não apenas por seu valor estratigráfico, mas também por sua relevância hidrogeológica, pois seus arenitos porosos funcionam como aquíferos locais, além de contribuírem para a compreensão da evolução tectônica e paleoambiental do interior do Gondwana durante o Mesozóico.